# هرمان الکساندر دیلس
هرمان الکساندر دیلس (آلمانی: di:ls؛ ۱۸ مهٔ ۱۸۴۸ – ۴ ژوئن ۱۹۲۲) یک دانشمند در زمینه مطالعات کلاسیک اهل آلمان بود.

## زندگی‌نامه
او در دانشگاه بن و برلین تحصیل کرد و در سال ۱۸۸۶ استاد فیلولوژی کلاسیک شد.

## پاره‌های پیشاسقراطیان
شهرت وی به‌خاطر گردآوری مجموعه‌ای است از نقل‌قول‌ها و گزارش‌های فیلسوفان پیشاسقراطی. نام این اثر پاره‌های پیشاسقراطی است که هنوز هم به طور گسترده‌ای مورد استفاده محققان قرار می‌گیرد. این اثر برای اولین بار در سال ۱۹۰۳ منتشر شد، که پس از آن که سه بار توسطِ دیلز مورد تجدید نظر قرار گرفت و گسترش یافت، در نهایت در ویراست پنجم (۱۹۳۴–۷) و ویراست ششم (۱۹۵۲) بوسیلهٔ والتر کرانتز مورد تجدید نظر قرار گرفت.
این اثر که در حال حاضر شامل سه جلد است، برای هرکدام از پیشاسقراطیان هم نقل قول‌های آثار خودشان را که توسط نویسندگان بعدی نقل شده، آورده است، و هم نقل قول‌های موجود در منابع دست دوم.